# Miklatún
Miklatún är en park i republiken Island.   Den ligger i regionen Höfuðborgarsvæði, i den sydvästra delen av landet, i huvudstaden Reykjavík. Miklatún ligger 38 meter över havet.
Terrängen runt Miklatún är platt. Havet är nära Miklatún åt nordväst. Runt Miklatún är det ganska tätbefolkat, med 120 invånare per kvadratkilometer. Närmaste större samhälle är Reykjavík, 0,90 km öster om Miklatún. 
Inlandsklimat råder i trakten. Årsmedeltemperaturen i trakten är 2 °C. Den varmaste månaden är juli, då medeltemperaturen är 12 °C, och den kallaste är februari, med −6 °C.